# 鳳凰座τ
鳳凰座τ，又名CD-4914316，HD 224834、SAO 231895、HR 9081，是鳳凰座的一颗恒星，视星等为5.71，位于銀經323.79，銀緯-66.23，其B1900.0坐标为赤經23h 55m 56.3s，赤緯-49° -66.23′ 0″。